# Zwei II
Zwei II (ツヴァイ 2) est un jeu vidéo de type action-RPG développé et édité par Nihon Falcom, sorti en 2008 sur Windows. Le jeu est réédité sur Steam en 2017 sous le titre Zwei: The Ilvard Insurrection
Il fait suite à Zwei!!.